# نيو براونفيلز
نيو براونفيلز (بالإنجليزية: New Braunfels, Texas)‏ هي مدينة تقع في مقاطعة كومال، تكساس، مقاطعة غوادالوب، تكساس بولاية تكساس في شمال شرق الولايات المتحدة. تأسست عام 1845، تبلغ مساحة هذه المدينة 116.4 (كم²)، وترتفع عن سطح البحر 192 م، بلغ عدد سكانها 60761 نسمة في عام 2012 حسب إحصاء مكتب تعداد الولايات المتحدة وتصل الكثافة السكانية فيها 619.8 نسمة/كم2.

## التركيبة السكانية
حدّد مكتب تعداد الولايات المتحدة بيانات التركيبة السكانية لنيو براونفيلز في تعداد الولايات المتحدة. في ما يلي، التركيبة السكانية حسب تعدادي 2000 و2010.

### تعداد عام 2000
بلغ عدد سكان نيو براونفيلز 36,494 نسمة بحسب تعداد عام 2000، وبلغ عدد الأسر 13,558 أسرة وعدد العائلات 9,599 عائلة مقيمة في المدينة. في حين سجلت الكثافة السكانية 309.2 نسمة لكل كيلومتر مربع (800.8/ميل2). وبلغ عدد الوحدات السكنية 14,896 وحدة بمتوسط كثافة قدره 126.2 لكل كيلومتر مربع (326.9/ميل2).
وتوزع التركيب العرقي للمدينة بنسبة 84.30% من البيض و1.37% من الأمريكيين الأفارقة و0.55% من الأمريكيين الأصليين و0.58% من الأمريكيين ذوي الأصول الآسيوية و0.03% من سكان جزر المحيط الهادئ و10.93% من الأعراق الأخرى و2.24% من عرقين مختلطين أو أكثر و34.52% من الهسبانيون أو اللاتينيون من أي عرق.
بلغ عدد الأسر 13,558 أسرة كانت نسبة 37% منها لديها أطفال تحت سن الثامنة عشر تعيش معهم، وبلغت نسبة الأزواج القاطنين مع بعضهم البعض 55.4% من أصل المجموع الكلي للأسر، ونسبة 11.5% من الأسر كان لديها معيلات من الإناث دون وجود شريك، بينما كانت نسبة 3.9% من الأسر لديها معيلون من الذكور دون وجود شريكة وكانت نسبة 29.2% من غير العائلات. تألفت نسبة 24.8% من أصل جميع الأسر من عدة أفراد يعيشون في نفس المنزل ونسبة 12% كانت تتألف من شخص يعيش بمفرده يبلغ من العمر 65 عاماً أو أكثر. وبلغ متوسط حجم الأسرة المعيشية 2.60، أما متوسط حجم العائلات فبلغ 3.11.
بلغ العمر الوسطي للسكان 36.2 عاماً. وكانت نسبة 25.6% من القاطنين تحت سن الثامنة عشر، وكانت نسبة 8.2% بين الثامنة عشر والرابعة والعشرين عاماً، ونسبة 27.8% كانت واقعةً في الفئة العمرية ما بين الخامسة والعشرين والرابعة والأربعين عاماً، ونسبة 20.3% كانت ما بين الخامسة والأربعين والرابعة والستين، ونسبة 14.9% كانت ضمن فئة الخامسة والستين عاماً فما فوق. يوجد لكل 100 أنثى 92.2 ذكر، ويوجد لكل 100 أنثى في الثامنة عشر من عمرها فما فوق 88.7 ذكر.
بلغ متوسط دخل الأسرة في المدينة 44,674 دولارًا، أما متوسط دخل العائلة فبلغ 57,792 دولارًا. وكان متوسط دخل الذكور 31,938 دولارًا مقابل 29,028 دولارًا للإناث. وسجل دخل الفرد الخاص بالمدينة 17,247 دولارًا. وكانت نسبة 0% من العائلات ونسبة 2.7% من السكان تحت خط الفقر، وكان من هؤلاء نسبة 0% تحت سن الثامنة عشر ونسبة 9.2% في الخامسة والستين من العمر وما فوق.

### تعداد عام 2010
بلغ عدد سكان نيو براونفيلز 57,740 نسمة بحسب تعداد عام 2010، وبلغ عدد الأسر 21,259 أسرة وعدد العائلات 15,054 عائلة مقيمة في المدينة. في حين سجلت الكثافة السكانية 489.2 نسمة لكل كيلومتر مربع (1,267.0/ميل2). وبلغ عدد الوحدات السكنية 23,381 وحدة بمتوسط كثافة قدره 198.1 لكل كيلومتر مربع (513.1/ميل2).
وتوزع التركيب العرقي للمدينة بنسبة 86.82% من البيض و1.87% من الأمريكيين الأفارقة و0.67% من الأمريكيين الأصليين و1.03% من الأمريكيين ذوي الأصول الآسيوية و0.04% من سكان جزر المحيط الهادئ و7.29% من الأعراق الأخرى و2.27% من عرقين مختلطين أو أكثر و35.04% من الهسبانيون أو اللاتينيون من أي عرق.
بلغ عدد الأسر 21,259 أسرة كانت نسبة 38.2% منها لديها أطفال تحت سن الثامنة عشر تعيش معهم، وبلغت نسبة الأزواج القاطنين مع بعضهم البعض 53.6% من أصل المجموع الكلي للأسر، ونسبة 12.5% من الأسر كان لديها معيلات من الإناث دون وجود شريك، بينما كانت نسبة 4.7% من الأسر لديها معيلون من الذكور دون وجود شريكة وكانت نسبة 29.2% من غير العائلات. تألفت نسبة 23.7% من أصل جميع الأسر من عدة أفراد يعيشون في نفس المنزل ونسبة 10.1% كانت تتألف من شخص يعيش بمفرده يبلغ من العمر 65 عاماً أو أكثر. وبلغ متوسط حجم الأسرة المعيشية 2.67، أما متوسط حجم العائلات فبلغ 3.18.
بلغ العمر الوسطي للسكان 35.6 عاماً. وكانت نسبة 27.2% من القاطنين تحت سن الثامنة عشر، وكانت نسبة 7.8% بين الثامنة عشر والرابعة والعشرين عاماً، ونسبة 28.1% كانت واقعةً في الفئة العمرية ما بين الخامسة والعشرين والرابعة والأربعين عاماً، ونسبة 23.2% كانت ما بين الخامسة والأربعين والرابعة والستين، ونسبة 13.7% كانت ضمن فئة الخامسة والستين عاماً فما فوق. وتوزع التركيب الجنسي للسكان بنسبة 48% ذكور و52% إناث.

## المناخ
يظهر الجدول التالي التغييرات المناخية على مدار السنة لنيو براونفيلز:
| البيانات المناخية لـنيو براونفيلز | البيانات المناخية لـنيو براونفيلز | البيانات المناخية لـنيو براونفيلز | البيانات المناخية لـنيو براونفيلز | البيانات المناخية لـنيو براونفيلز | البيانات المناخية لـنيو براونفيلز | البيانات المناخية لـنيو براونفيلز | البيانات المناخية لـنيو براونفيلز | البيانات المناخية لـنيو براونفيلز | البيانات المناخية لـنيو براونفيلز | البيانات المناخية لـنيو براونفيلز | البيانات المناخية لـنيو براونفيلز | البيانات المناخية لـنيو براونفيلز | البيانات المناخية لـنيو براونفيلز |
| الشهر                             | يناير                             | فبراير                            | مارس                              | أبريل                             | مايو                              | يونيو                             | يوليو                             | أغسطس                             | سبتمبر                            | أكتوبر                            | نوفمبر                            | ديسمبر                            | المعدل السنوي                     |
| --------------------------------- | --------------------------------- | --------------------------------- | --------------------------------- | --------------------------------- | --------------------------------- | --------------------------------- | --------------------------------- | --------------------------------- | --------------------------------- | --------------------------------- | --------------------------------- | --------------------------------- | --------------------------------- |
| الدرجة القصوى °ف (°م)             | 89 (32)                           | 98 (37)                           | 100 (38)                          | 105 (41)                          | 103 (39)                          | 110 (43)                          | 110 (43)                          | 110 (43)                          | 112 (44)                          | 100 (38)                          | 94 (34)                           | 91 (33)                           | 112 (44)                          |
| متوسط درجة الحرارة الكبرى °ف (°م) | 62 (17)                           | 67 (19)                           | 74 (23)                           | 80 (27)                           | 86 (30)                           | 91 (33)                           | 95 (35)                           | 95 (35)                           | 90 (32)                           | 82 (28)                           | 71 (22)                           | 64 (18)                           | 80 (27)                           |
| المتوسط اليومي °ف (°م)            | 49 (9)                            | 53 (12)                           | 60 (16)                           | 66 (19)                           | 74 (23)                           | 80 (27)                           | 83 (28)                           | 83 (28)                           | 78 (26)                           | 69 (21)                           | 59 (15)                           | 51 (11)                           | 67 (20)                           |
| متوسط درجة الحرارة الصغرى °ف (°م) | 37 (3)                            | 41 (5)                            | 46 (8)                            | 53 (12)                           | 62 (17)                           | 68 (20)                           | 71 (22)                           | 70 (21)                           | 65 (18)                           | 55 (13)                           | 46 (8)                            | 39 (4)                            | 54 (13)                           |
| أدنى درجة حرارة °ف (°م)           | 2 (−17)                           | 8 (−13)                           | 17 (−8)                           | 29 (−2)                           | 37 (3)                            | 46 (8)                            | 59 (15)                           | 58 (14)                           | 43 (6)                            | 24 (−4)                           | 18 (−8)                           | 2 (−17)                           | 2 (−17)                           |
| الهطول إنش (مم)                   | 1.88 (48)                         | 1.98 (50)                         | 2.04 (52)                         | 2.72 (69)                         | 5.01 (127)                        | 4.81 (122)                        | 1.99 (51)                         | 2.32 (59)                         | 3.46 (88)                         | 4.38 (111)                        | 2.71 (69)                         | 2.44 (62)                         | 35.74 (908)                       |
| المصدر: The Weather Channel       |                                   |                                   |                                   |                                   |                                   |                                   |                                   |                                   |                                   |                                   |                                   |                                   |                                   |

## توأمة
لنيو براونفيلز اتفاقيات توأمة مع كل من:
- براونفلز
- رودس

## أعلام
- ويليام مانويل جونسون
- شيرمان كوربيت
- لي ناش
- فيكتوريا سكوت
- دانييل ماير

## وصلات خارجية
- ci.new-braunfels.tx.us
- The US50 - Cities and Towns in Texas State